# Trimaran
 (mai 2012).
Si vous disposez d'ouvrages ou d'articles de référence ou si vous connaissez des sites web de qualité traitant du thème abordé ici, merci de compléter l'article en donnant les références utiles à sa vérifiabilité et en les liant à la section « Notes et références ».

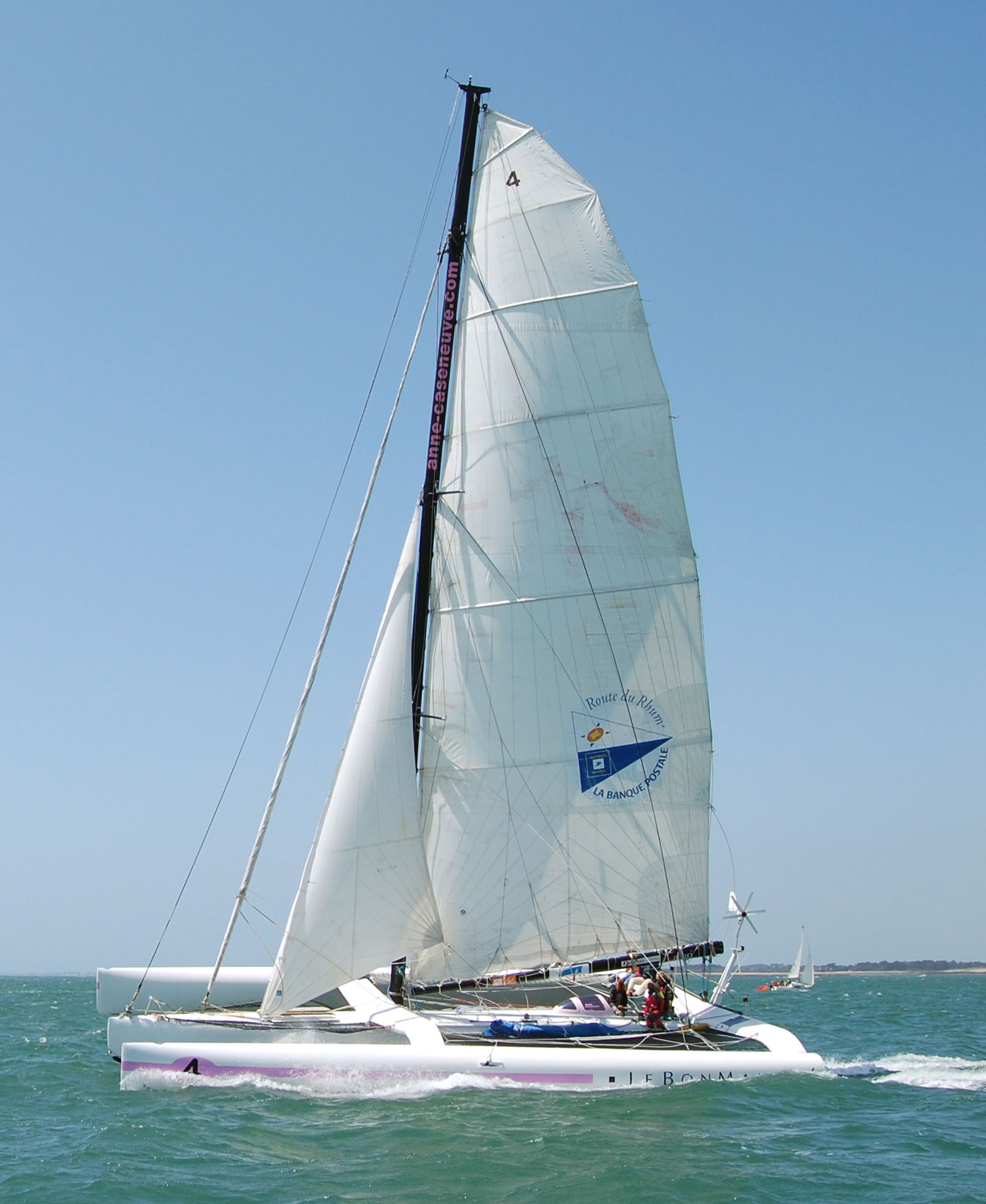
Trimaran de course hauturière de 15 m d’Anne Caseneuve (2007)

Un trimaran est un bateau à trois coques : 2 flotteurs situés de part et d'autre d'une coque centrale plus volumineuse.

## Histoire

### Les premiers trimarans

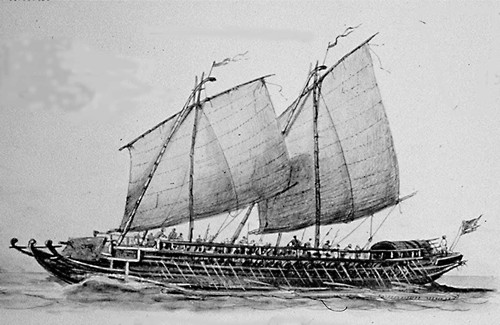
Un lanong des iranuns, un navire de guerre à balancier double originaire des Philippines utilisé dans les marines des sultanats de Maguindanao et de Sulu du XVIIIe à la fin du XIXe siècle. Ils étaient également couramment utilisés pour les raids et la piraterie.

Les premiers bateaux à balancier double ont été développés par les Austronésiens et sont encore largement utilisés aujourd'hui par les pêcheurs traditionnels de l'Asie du Sud-Est. Ils se sont développés à partir des bateaux à balancier simple plus anciens comme moyen de faire face au problème de l'instabilité de ces derniers lors des virements de bord sous le vent. Les bateaux à balancier double, cependant, ne se sont pas développés chez les Austronésiens de Micronésie et de Polynésie (bien qu'ils existent en Mélanésie occidentale), où des bateaux à balancier simple et des catamarans sont utilisés à la place,,,,.
Les navires de guerre à balancier double ont été largement utilisés en Asie du Sud-Est depuis l'Antiquité jusqu'au début de la période moderne, avec des exemples comme le karakoa (en),, le lanong, le kora kora (en),, le knabat bogolu (en), et les navires de Borobudur (en). Les Européens de l'époque coloniale les appelaient souvent « proas », un terme général qui peut également désigner des bateaux à balancier simple et même des navires indigènes sans balancier,.

### 20e siècle
Les catamarans et trimarans de plaisance ont gagné en popularité dans les années 1960 et 1970,. Le développement amateur du trimaran à voile moderne a commencé en 1945 avec les efforts de Victor Tchetchet, un émigré ukrainien aux États-Unis, qui a construit deux trimarans en contreplaqué marin qui mesuraient environ 24 pieds (7,3 mètres) de long. On lui attribue également la création du terme « trimaran ». Dans les années 1950 et 1960, Arthur Piver a conçu et construit des trimarans en kit en contreplaqué qui ont été adoptés par d'autres constructeurs amateurs mais qui étaient lourds et peu respectueux de la mer selon les normes modernes. Certains d'entre eux ont néanmoins réalisé des traversées océaniques. D'autres concepteurs ont suivi, notamment Jim Brown, Ed Horstman, John Marples, Jay Kantola, Chris White, Norman Cross, Derek Kelsall et Richard Newick, portant ainsi le trimaran de croisière à de nouveaux niveaux de performance et de sécurité.

## Voiliers
Ce type de bateau est principalement utilisé pour la navigation de plaisance et la course à la voile. La stabilité transversale étant assurée par la largeur du bateau, il n'y a pas de quille lestée sur la coque centrale. Les flotteurs sont reliés à la coque centrale par des bras de liaison qui peuvent être de simples tubes ou des poutres de forme évolutive ou par des caissons plus importants qui peuvent être en partie habitables. Le plan anti-dérive est soit une dérive relevable centrale, soit des dérives situées sur les flotteurs. Le gréement (la mâture) est situé sur la coque centrale.
Par rapport au risque de chavirage, le trimaran est un peu plus sûr que le catamaran : lorsque le vent forcit, le flotteur sous le vent s'enfonce en freinant la progression et il faut surtoiler ce type de voilier pour arriver à décoller la coque centrale. Si le chavirage n'est pas exclu sur les engins de course, il est beaucoup moins fréquent que sur les catamarans.
Pour un voilier destiné à la croisière, la formule trimaran est beaucoup moins répandue que celle du catamaran : le trimaran est plus complexe et donc plus coûteux à construire. L'encombrement en largeur est supérieur — la formule des flotteurs repliables appliqué à des modèles de moyenne taille ajoutant au surcoût — et son volume habitable est plus faible à taille égale quand seule la coque centrale est aménagée.
À l'inverse, le trimaran est beaucoup plus répandu dans le monde de la course à la voile, en effet le trimaran est plus évolutif que le catamaran et ses performances sont sensiblement meilleures, notamment au près et dans les vents faibles et médiums (moins de surface mouillée).

## Trimarans à moteur
Il existe des navires trimarans à coque centrale fine et petits flotteurs, généralement peu motorisés pour leur taille. Ce sont des modèles expérimentaux comme le 21 m Ilan Voyager ou le 35 m Cable and Wireless Adventurer de Nigel Irens. Leur faible traînée hydrodynamique leur donne un grand rayon d'action, comme Ocean Alchemist d'Olivier de Kersauson prévu pour accompagner les courses au large, comme Adastra, yacht de 42,50 m, ou comme Earthrace (devenu depuis Ady Gil) :
Parti de Valence en Espagne en mars 2008 pour un tour du monde via Valence, l’Earthrace a battu le record du monde de vitesse à moteur, en parcourant 24 000 milles nautiques en 60 jours, 23 heures et 49 minutes, détrônant ainsi l’ancien record de (75 jours) détenu depuis 1988 par le bateau britannique Cable and Wireless.
Les plus grands modèles existants, tels les grands car ferries Austal de 127 m (HSC Benchijigua Express) et 102 m, ou en projet, sont des NGV (naviguant à plus de 35 nds) destinés au transport de passagers et de véhicules. Il existe aussi des navires militaires trimarans comme le navire de recherche anglais RV Triton ou comme la série des porte-hélicoptères américains de type Independance (développés en Australie par Austal), voir USS Independence (LCS-2).

## Galerie d'images

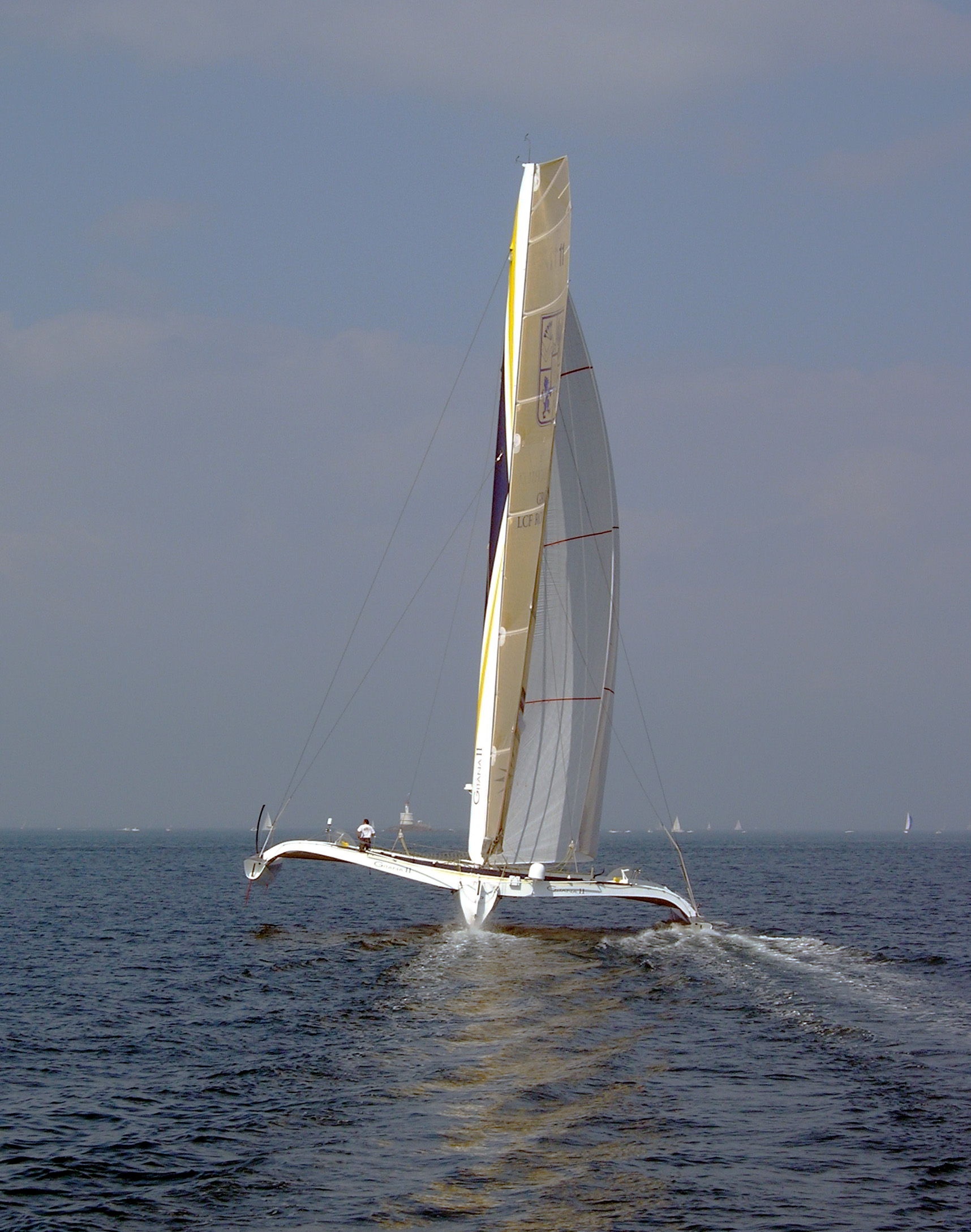
Gitana 11
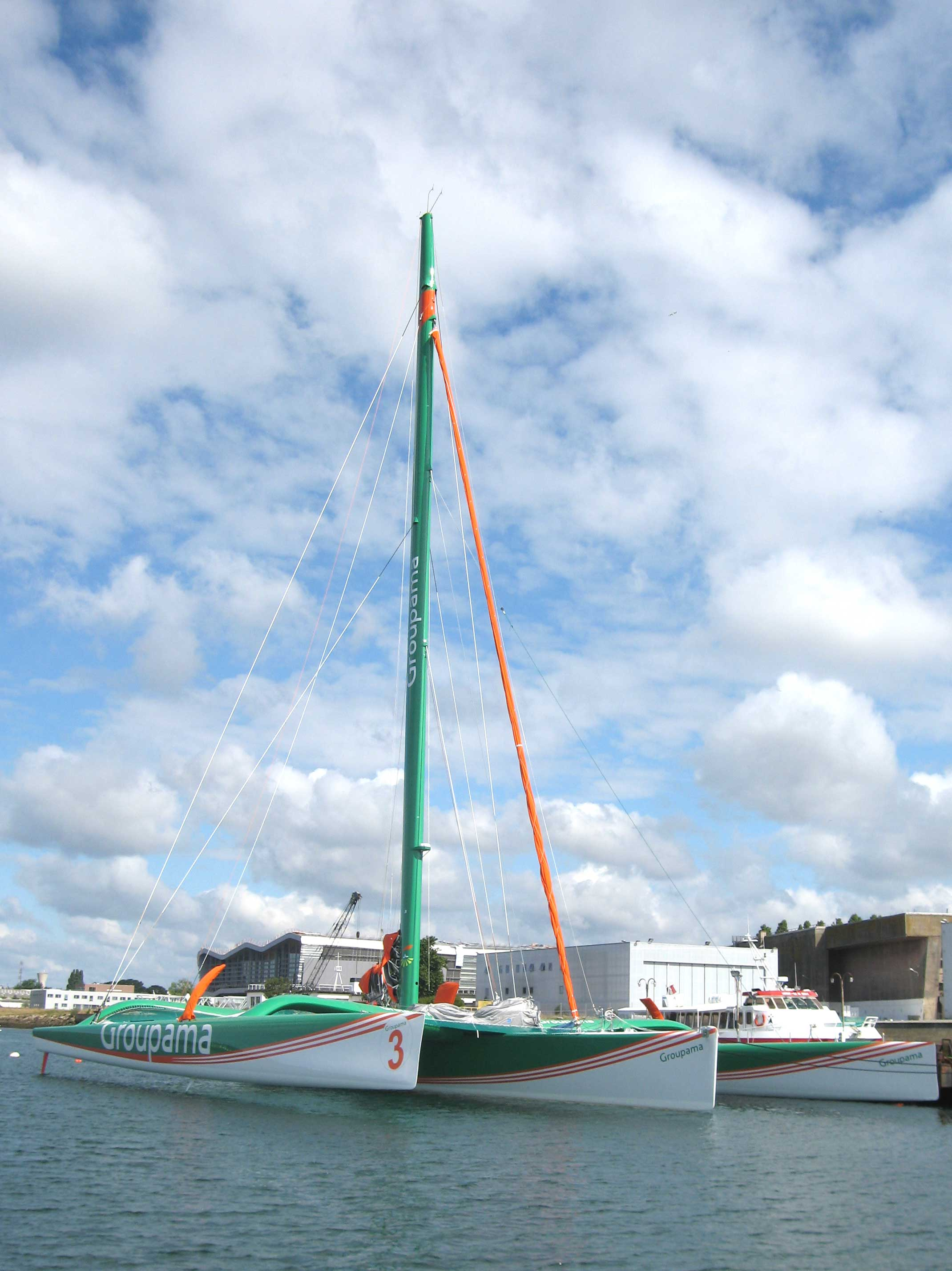
Groupama 3 à Lorient
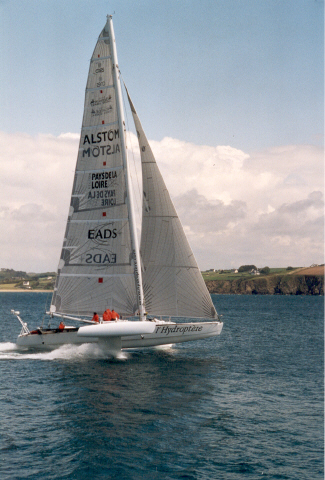
L'Hydroptère
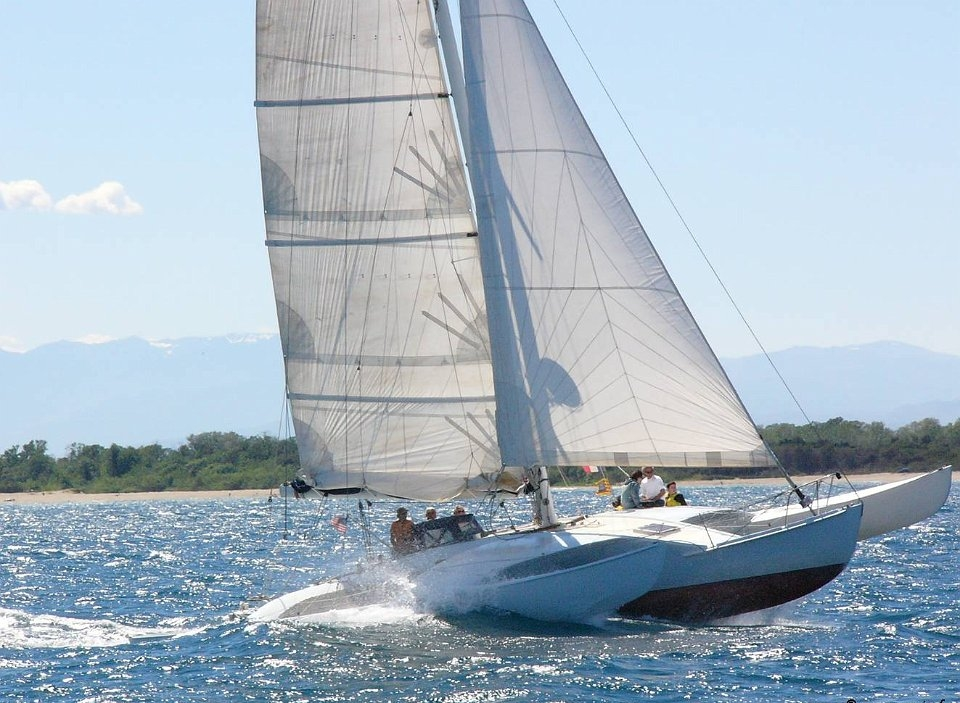
Moxie
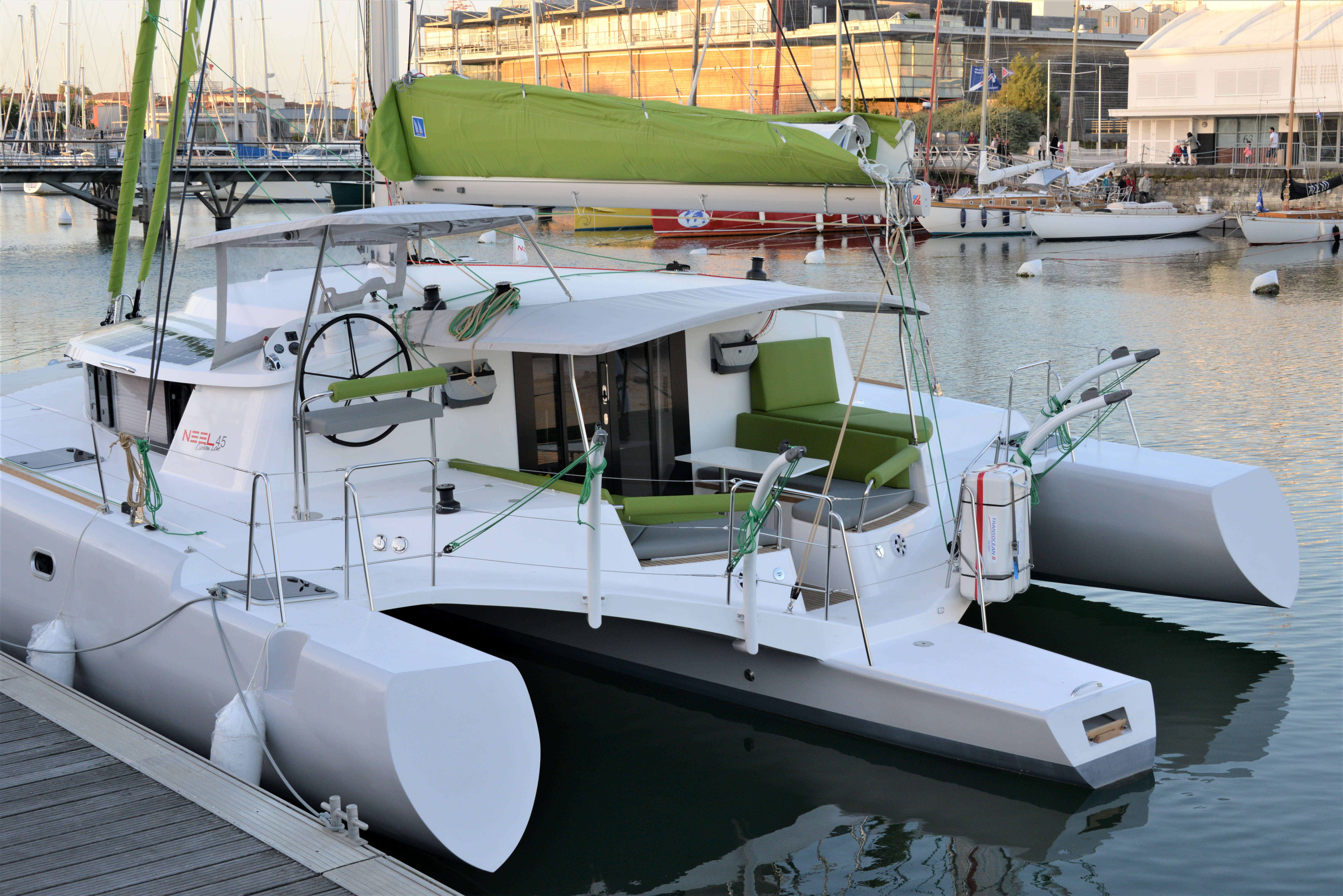
Trimaran NEEL 45

## Exemples de navires

### Quelques trimarans à voiles célèbres
- Géronimo / Sodebo Ultim'[17]
- Gitana 11
- Poulain
- Trimaran IDEC
- Moxie
- Trilogic
- Paul Ricard
- Maxi Banque Populaire V
- Groupama 3
- L'Hydroptère
- NEEL 51
- SVR-Lazartigue

### Quelques trimarans à moteur
- Littoral combat ship
- Ady Gil (ex Earthrace)[18]
- Brigitte Bardot (bateau)